# Carlos Aldabe
Carlos Roberto Aldabe (Ciudad de Buenos Aires, Argentina, 1 de enero de 1919-16 de octubre de 1998) fue un futbolista y director técnico argentino de la Asociación Argentina de Fútbol. Es conocido principalmente por liderar al entonces prominente club colombiano Los Millonarios de Bogotá como jugador-entrenador a su primer campeonato.
Se formó como jugador en platense de la Segunda División de Argentina, donde es considerado uno de sus primeros ídolos, para luego pasar a Quilmes en 1945, ambos clubes están ubicados en la Provincia de Buenos Aires. Tuvo un paso por clubes de Colombia y Perú.

## Trayectoria
Como jugador Aldabe se inició en el club CA Platense de la Segunda División de Argentina, fue transferido al Quilmes AC también de la segunda división de la Primera B. En 1941 jugó en un par de giras con la camisa del Independiente de Avellaneda en calidad de cedido.
En el año 1947 se mudó a Perú, donde se une al Ciclista Lima, un club que acababa de reincorporarse a la Primera División del Perú después del descenso siete años antes.
Se unió a Los Millonarios de la capital colombiana, Bogotá, donde fue jugador-entrenador en 1949. Luego de la profesionalización del fútbol colombiano en la temporada anterior, la estrella argentina el Maestro Adolfo Pedernera del Club Atlético River Plate de Buenos Aires se unió al club en junio de 1949. Dos meses después le siguieron Néstor Rossi y Alfredo Di Stéfano del mismo club. La adquisición de las mejores estrellas de Argentina se vio favorecida por huelgas de jugadores en Argentina en los años 1947 y 1948 que interrumpieron el juego regular y Colombia aceptó jugadores que no fueron liberados formalmente de sus clubes anteriores. En términos prácticos, esto significó que Millonarios y los demás clubes colombianos no tuvieron que pagar ninguna tarifa de transferencia, lo que a su vez condujo a la suspensión del país de la membresía de la FIFA.
En 1949, Millonarios ganó su primer título de campeón colombiano. Al año siguiente, Adolfo Pedernera asumió las responsabilidades como jugador-entrenador, cargo en el que lideraría el equipo, entonces conocido como el Ballet Azul hasta 1954 en títulos posteriores. Aldabe inicialmente siguió jugando para Millonarios, pero le salió la oportunidad de regresar al Perú en 1950, otra vez al Ciclista Lima, la estrella del equipo en ese momento era el delantero Juan Emilio Salinas. También llegó a dirigir en el club limeño. A partir de mediados de 1952 jugó algunos partidos más en Colombia con el Independiente Santa Fe y al año siguiente se retiró definitivamente en la Universidad de Bogotá.
Tras su regreso a Argentina entrenó allí entre 1953 y 1968 varios clubes profesionaless. Luego de un compromiso con el Quilmes AC de segunda división entre 1953 y 1954, trabajó en Chile. En 1956 dirigió a la Universidad Católica en la capital de Santiago, donde el legendario portero Sergio Livingstone se plantó en la boca de la portería. En la temporada anterior, la Universidad pasó a ser relegada como campeona titular, pero a fines de 1956 logró regresar a la máxima categoría. Entre 1957 y 1958 entrenó al Everton de Viña del Mar en el norte del país.
Entre 1960 y 1968 tuvo otros seis compromisos relativamente cortos con clubes argentinos de primera y segunda división, sin aumentar su cuenta de trofeos.

## Clubes

### Como futbolista
| Club                   | País      | Año       |
| ---------------------- | --------- | --------- |
| CA Platense            | Argentina | 1939-1940 |
| Independiente (cedido) | Argentina | 1941      |
| CA Platense            | Argentina | 1942-1944 |
| Quilmes AC             | Argentina | 1945-1946 |
| Ciclista Lima          | Perú      | 1947-1948 |
| Millonarios            | Colombia  | 1949      |
| Ciclista Lima          | Perú      | 1950-1951 |
| Independiente Santa Fé | Colombia  | 1952      |
| Universidad de Bogotá  | Colombia  | 1953      |

### Como entrenador
| Club                           | País      | Año       |
| ------------------------------ | --------- | --------- |
| Millonarios                    | Colombia  | 1949      |
| Ciclista Lima                  | Perú      | 1951      |
| Quilmes AC                     | Argentina | 1953-1954 |
| Universidad Católica           | Chile     | 1956      |
| Everton                        | Chile     | 1957-1958 |
| Talleres de Córdoba            | Argentina | 1959-1960 |
| Gimnasia y Esgrima de la Plata | Argentina | 1960-1961 |
| Argentinos Juniors             | Argentina | 1961      |
| Club Almagro                   | Argentina | 1962      |
| Estudiantes de la Plata        | Argentina | 1963-1964 |
| CA Excursionistas              | Argentina | 1965      |
| Ferro Carril Oeste             | Argentina | 1966      |
| Talleres de Córdoba            | Argentina | 1968-1969 |

## Palmarés

### Como jugador

#### Campeonatos nacionales
| Título           | Club        | País     | Año  |
| ---------------- | ----------- | -------- | ---- |
| Primera División | Millonarios | Colombia | 1949 |

### Como entrenador

#### Campeonatos nacionales
| Título                   | Club                 | País      | Año  |
| ------------------------ | -------------------- | --------- | ---- |
| Primera División         | Millonarios          | Colombia  | 1949 |
| Segunda División         | Universidad Católica | Chile     | 1956 |
| Liga Cordobesa de Fútbol | Talleres de Córdoba  | Argentina | 1960 |
| Liga Cordobesa de Fútbol | Talleres de Córdoba  | Argentina | 1969 |